# الدوري الأوروغواياني لكرة القدم 1911
الدوري الأوروغواياني لكرة القدم 1911 (بالإسبانية: Campeonato Uruguayo de Primera División 1911)‏ هو الموسم 11 من  الدوري الأوروغواياني لكرة القدم. أشرف على تنظيمه اتحاد أوروغواي لكرة القدم، وكان عدد الأندية المشاركة فيه  8، وفاز فيه نادي كريكت سكة حديد أوروجواي الوسطى.